# ParaTech FRC
ParaTech FRC #9302 é um time de robótica do norte do Brasil, sediada em Belém, Pará, que compete na FIRST Robotics Competition (FRC). Fundada no ano de 2022, a equipe tem como objetivo promover o ensino de ciências, tecnologia, engenharia e matemática (STEM) por meio da construção e programação de robôs para as competições nacionais e internacionais.

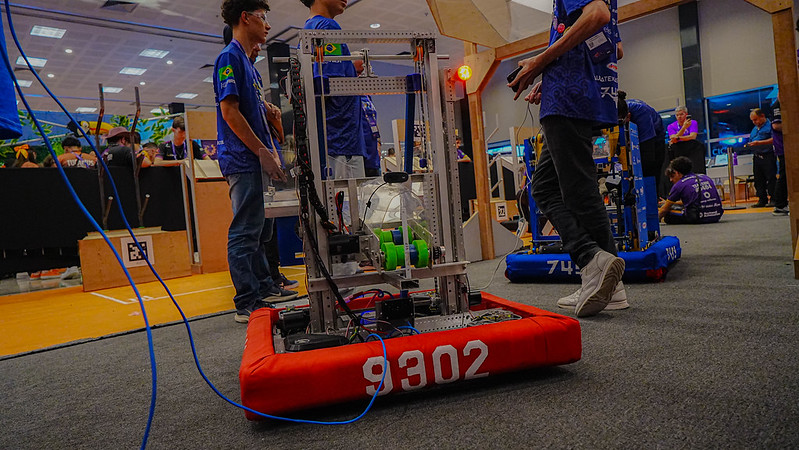
Team Robot

A ParaTech FRC #9302 participa anualmente da temporada da FRC, competindo em desafios que exigem design mecânico, programação, estratégia de jogo e trabalho em equipe. Ao longo de sua história, a equipe se destacou pelo desenvolvimento de soluções inovadoras em robótica, incluindo a implementação de sistemas de swerve drive, uso de motores avançados como NEO e Kraken, e integração de tecnologias de visão e sensores para automação do robô.
Em termos de desempenho competitivo, a ParaTech FRC #9302 obteve reconhecimento regional e nacional, com classificações para fases avançadas em torneios nacionais da FRC. A equipe conquistou o Rising All Star Award no Brasília Regional da FRC em 2025, premiação que reconhece equipes emergentes que demonstram excelência em engajamento comunitário, espírito esportivo e potencial para se tornarem líderes na comunidade da FRC.
A equipe também é conhecida por incentivar a participação de jovens em STEM, promovendo eventos educacionais e workshops em escolas locais, buscando expandir o acesso ao conhecimento tecnológico em regiões com recursos limitados. Por meio de seus projetos, a ParaTech FRC #9302 se consolidou como um dos principais representantes da robótica educacional no norte do Brasil.
1. ↑  «Os grandes vencedores do Festival SESI de Educação 2024-2025 🏆 - Agência de Notícias da Indústria». noticias.portaldaindustria.com.br. Consultado em 18 de agosto de 2025
2. ↑  «FRC Event Web : Team 9302». frc-events.firstinspires.org. Consultado em 18 de agosto de 2025
3. ↑  «PARATECH FRC - Team 9302». The Blue Alliance (em inglês). 12 de março de 2025. Consultado em 18 de agosto de 2025
4. ↑  deborabarbosa2 (6 de março de 2025). «Estudantes paraenses embarcam para torneio nacional de robótica em Brasília». FIEPA. Consultado em 18 de agosto de 2025